# Tênis de mesa nos Jogos Parapan-Americanos de 2007
O tênis de mesa nos Jogos Parapan-americanos de 2007 foi realizado entre os dias 13 e 18 de agosto, no Pavilhão 4B do Complexo Esportivo Riocentro no Rio de Janeiro.
Presente em Jogos Paraolímpicos desde 1960, atletas dos mais diferentes grupos de deficiência (exceto os com deficiência visual parcial ou total) competem divididos em 11 classes funcionais, das quais cinco são para quem se locomove, cinco para cadeirantes e uma para atletas com deficiência mental. As competições são individuais, em duplas ou por equipe. Uma partida é disputada em melhor de cinco sets de 11 pontos. Com algumas modificações, as regras da Federação Internacional de Tênis de Mesa se aplicam também às pessoas com deficiência.

## Medalhistas

### Classes 1 a 5 (cadeirantes)
| Masculino     |                                                                    |                                                        |                                                                   |
| Evento:       | Ouro:                                                              | Prata:                                                 | Bronze:                                                           |
| Aberto (1-5)  | Roberto Quijada (VEN)                                              | Daniel Rodriguez (ARG)                                 | Geovanni Rodriguez (CRC)                                          |
| Simples (1)   | Isbel Trujillo Yero (CUB)                                          | Yunier Fernández (CUB)                                 | Carlos Maslup (ARG)                                               |
| Simples (2)   | Iranildo Espíndola (BRA)                                           | Hemerson Kovalski (BRA)                                | Leonardo Mariño (ARG)                                             |
| Simples (3)   | Luiz Silva (BRA)                                                   | Welder Knaf (BRA)                                      | Jesús Sánchez (MEX)                                               |
| Simples (4-5) | Claudiomiro Segatto (BRA)                                          | Daniel Rodríguez (ARG)                                 | Alexandre Ank (BRA)                                               |
| Equipe (1-2)  | BRA Brasil Iranildo Espíndola Francisco Sales Hemerson Kovalski    | Cuba · Yunier Fernández · Isbel Trujillo Yero          | Venezuela · Jiovanny Rojas · Jesus Tirado                         |
| Equipe (3)    | BRA Brasil Jocerlei Silva Luiz Algacir da Silva Welder Knaf        | México · Eduardo Sánchez · Erasmo Vega · Jesús Sánchez | Venezuela · Edson Gómez · Roberto Quijada                         |
| Equipe (4)    | BRA Brasil Ecildo Lopez de Oliveira Alexandre Ank Ivanildo Freitas | México · León Coronado · Jesus Salgueiro               | Colômbia · Rafael Cristancho · Esteban Gúzman                     |
| Equipe (5)    | BRA Brasil Roberto Alves Claudiomiro Segatto                       | Estados Unidos · Andre Scott · Stuart Caplan           | Argentina · Ricardo Perdiguero · Luis Ferreyra · Daniel Rodríguez |

| Feminino      |                                                 |                                                     |                                                       |
| Evento:       | Ouro:                                           | Prata:                                              | Bronze:                                               |
| Aberto (1-5)  | Yanelis Silva Zamora (CUB)                      | Sônia Maria de Oliveira (BRA)                       | Marta Makishi (ARG)                                   |
| Simples (1-3) | Yanelis Silva Zamora (CUB)                      | Pamela Fontaine (USA)                               | Edith Sigala (MEX)                                    |
| Simples (4-5) | María Paredes (MEX)                             | Noga Nir-Kistler (USA)                              | Maria Passos (BRA)                                    |
| Equipe (1-3)  | Cuba · Yanelis Silva Zamora · Pastora Hernández | México · Edith Sigala · Alma Padilla                | BRA Brasil Carla Azevedo Rosângela Dalcim             |
| Equipe (4-5)  | México · María Paredes · Teresa Arenales        | Estados Unidos · Noga Nir-Kistler · Pamela Fontaine | BRA Brasil Maria Passos Sônia Oliveira Joyce Oliveira |

### Classes 6 a 10 (andantes)
| Masculino      |                                                                               |                                             |                                               |
| Evento:        | Ouro:                                                                         | Prata:                                      | Bronze:                                       |
| Aberto (6-10)  | Tahl Leibovitz (USA)                                                          | Edimilson Pinheiro (BRA)                    | Alexandre Caldeira (BRA)                      |
| Simples (6)    | Carlo di Franco Michel (BRA)                                                  | Domingo Arguello García (CRC)               | Luiz Medina (BRA)                             |
| Simples (7)    | Mitchell Seidenfeld (USA)                                                     | Cristovan Lima (BRA)                        | Norman Bass (USA)                             |
| Simples (8)    | Tahl Leibovitz (USA)                                                          | Ian Kent (CAN)                              | Wayne Lo (USA)                                |
| Simples (9-10) | Erich Salazar (CUB)                                                           | Willian Almeida (BRA)                       | Edimilson Pinheiro (BRA)                      |
| Equipe (6-7)   | Estados Unidos ·                                                              | BRA Brasil                                  | Costa Rica ·                                  |
| Equipe (8)     | Estados Unidos · Tahl Leibovitz · Wayne Lo                                    | Canadá · Ian Kent · Masoud Mojtahed         | BRA Brasil Francisco Melo João Nascimento Jr. |
| Equipe (9-10)  | BRA Brasil Antônio Mello Edmilson Pinheiro Alexandre Caldeira Willian Almeida | México · José Luis Vivanco · René Domínguez | Canadá · Martin Pelletier · Réal Poudrier     |

| Feminino      |                            |                                |                                |
| Evento:       | Ouro:                      | Prata:                         | Bronze:                        |
| Aberto (6-10) | Jane Carla Rodrigues (BRA) | Giselle Muñoz (ARG)            | Stephanie Chim Hing Chan (CAN) |
| Simples (6-8) | Jane Carla Rodrigues (BRA) | Stephanie Chim Hing Chan (CAN) | Giselle Muñoz (ARG)            |

## Quadro de medalhas do tênis de mesa
| Pos.  | País           | Ouro | Prata | Bronze | Total |
| ----- | -------------- | ---- | ----- | ------ | ----- |
| 1     | BRA Brasil     | 11   | 7     | 8      | 26    |
| 2     | Estados Unidos | 5    | 4     | 2      | 11    |
| 3     | Cuba           | 5    | 2     | 0      | 7     |
| 4     | México         | 2    | 4     | 2      | 8     |
| 5     | Venezuela      | 1    | 0     | 2      | 3     |
| 6     | Argentina      | 0    | 3     | 5      | 8     |
| 7     | Canadá         | 0    | 3     | 2      | 5     |
| 8     | Costa Rica     | 0    | 1     | 2      | 3     |
| 9     | Colômbia       | 0    | 0     | 1      | 1     |
| Total | Total          | 24   | 24    | 24     | 72    |